# John E. Walker
John Ernest Walker, född 7 januari 1941 i Halifax i Yorkshire, är en brittisk kemist som mottog Nobelpriset i kemi år 1997. Han tilldelades priset för sitt "klargörande av den enzymatiska mekanismen för syntes av adenosintrifosfat (ATP)". Han delade halva prissumman med amerikanen Paul D. Boyer. Den andra halvan tilldelades dansken Jens Christian Skou.
Han blev M.A. och Dr. Phil. vid Oxford University, Storbritannien. Han har sedan 1982 varit Senior Scientist vid Medical Research Council Laboratory of Molecular Biology, Cambridge, Storbritannien. Han valdes in i Royal Society, London, 1995.
ATP (adenosintrifosfat) fungerar som energitransportör hos alla levande organismer från bakterier och svampar till växter och djur inklusive människor. ATP fångar upp den kemiska energi, som erhålls vid förbränning av födoämnen och överför den till reaktioner, som fordrar tillförsel av energi. ATP är uppbyggt av nukleosiden adenosin kopplad till tre fosfatgrupper i rad. Vid avspjälkning av den yttersta fosfatgruppen bildas adenosindifosfat (ADP) samtidigt som den frigjorda energin kan tas om hand för andra reaktioner.
Under 1940 och 50-talen klarlades att huvuddelen av ATP bildas vid cellandningen i mitokondrierna och vid fotosyntesen i växternas kloroplaster. År 1960 isolerade amerikanen Efraim Racker och medarbetare från mitokondrier enzymet ATP-syntas som deltar i processen att tillverka ATP. Samma enzym finns i kloroplaster och bakterier. 
Boyer påbörjade sina studier av ATP-bildning redan på 1950-talet. Hans huvudsakliga intresse har varit att med isotopteknik ta reda på hur ATP-syntas fungerar och särskilt hur det utnyttjar energin för att bilda nytt ATP.
Walker studerade ATP-syntas i början av 1980-talet. Hans utgångspunkt var att det krävs en detaljerad kemisk och strukturell kunskap om ett enzym, för att förstå hur det i detalj fungerar. Han bestämde därför aminosyra-sekvenserna hos de proteinenheter som ingår. Under 1990-talet har han samverkat med kristallografer för att klarlägga den tredimensionella strukturen av ATP-syntas.